# James Lau
James Henry Lau Jr. o Lau Yee Cheung (24 de abril de 1950) es un funcionario del gobierno de Hong Kong. Fue secretario de Servicios Financieros y del Tesoro de 2017 a 2020.

## Biografía
Lau se graduó de la Universidad de Waterloo con una Licenciatura en Matemáticas (Ciencias de la Computación y Estadística) con honores y una Maestría en Matemáticas en Ciencias de la Computación.
Se unió al gobierno de Hong Kong como Oficial Administrativo (AO) en 1979 y fue ascendido de rango al Grado C del personal de AO. Renunció en 1993 para unirse a la Autoridad Monetaria de Hong Kong (HKMA).  Entre 1993 y 2004 fue Jefe y Director Ejecutivo de varias divisiones de la HKMA.
En 2004, Lau fue adscrito a Hong Kong Mortgage Corporation como Director Ejecutivo hasta que se jubiló en 2012. En 2013, fue nombrado Subsecretario de Servicios Financieros y del Tesoro.
De 2017 a 2020, se desempeñó como Secretario de Servicios Financieros y del Tesoro en la administración de Jefe ejecutivo Carrie Lam.  Fue destituido en una reorganización del gabinete, el 22 de abril de 2020.